# أوتو سنجر
أوتو سنجر (و. 1833 – 1894 م) هو ملحن، وقائد الأوركسترا، وعازف بيانو ألماني، ولد في فيلتن، يستخدم آلات بيانو، توفي في نيويورك، عن عمر يناهز 61 عاماً.